# Sema – The Warrior of Ayodhaya
Sema – The Warrior of Ayodhaya (Thai: ขุนศึก, Aussprache: kʰǔn sʉ̀k – deutsch „Kriegsherr“) ist ein thailändischer Historienfilm mit aufwendigen Schwertkampfszenen, vor dem geschichtlichen Hintergrund einer birmanischen (damals „Hongsawadi“/Pegu) Invasion im siamesischen Reich Ayutthaya des 16. Jahrhunderts. Im Vordergrund des im Jahr 2003 entstandenen Epos steht die verbotene Liebe zwischen der adligen Rerai (Thai: เรไร) und Sema (เสมา), einem Krieger niederen Standes, sowie der daraus resultierende Konflikt zwischen Sema und einem ranghohen Offizier, dem die Frau zur Heirat versprochen wurde. Regie führte Thanit Jitnukun basierend auf einem Roman von Mai Mueang-Doem (Thai: ไม้เมืองเดิม) und Sumthum Bun-Kuea (สุมทุม บุญเกื้อ).

## Handlung
Sema, der junge Sohn des alternden Waffenschmieds, ist ein begnadeter Schwertkämpfer, dessen größter Wunsch es ist, den königlichen Truppen beizutreten. Seine Hoffnungen erfüllen sich jedoch nicht, da sein schwerkranker und verschuldeter Vater ihn bei der schweißtreibenden Produktion von Langschwertern benötigt. Dem Vater fällt es außerdem schwer sich von seinem inzwischen erwachsenen Sohn zu trennen, den er, wie auch seine jüngere Tochter Chamrueang (จำเรียง), nicht verlieren will.
Eines Tages lernt er durch seine Schwester die wohlhabende, äußerst gutmütige Rerai kennen, Tochter eines ranghohen Stadtverwalters, in die er sich sofort verliebt. Obwohl sie für ihn unerreichbar scheint, neben dem höheren sozialen Stand ist sie dem ruhmreichen und eifersüchtigen Schwertkämpfer Khan (หมู่ขัน) versprochen, gelingt es ihm ihr Herz zu erobern – eine verbote Romanze beginnt. Dies löst unweigerlich einen Konflikt mit dem aufstrebenden Hauptmann Khan aus, der, spätestens mit dem Beitritt des bürgerlichen Semas zum Schwertkampfausbilder der königlichen Garden, anschwelt. Zuvor gelang es einem alten Freund des Vaters ihn für eine bevorstehende kriegerische Auseinandersetzung mit den Soldaten des birmanischen Königs zu rekrutieren.
Gemeinsam mit seinem ehemals kriminellen Jugendfreund Sombun (สมบุญ) und dem einfältigen Tagelöhner Sin (สิน) startet der engagierte Sema seine militärische Laufbahn. Dies bleibt jedoch nicht unbemerkt und der ranghohe und skrupellose Offizier Khan fühlt sich zunehmend gedemütigt. Da ihm allerdings der immer noch bestehende Klassenunterschied einen klärenden bewaffneten Zweikampf verbietet, er sich aber weiterhin an seinem erfolgreichen Nebenbuhler rächen will, erpresst Khan gegen den Willen des zahlungsunfähigen alten Schmieds die Entziehung Chamrueangs aus dessen Obhut; zur „Sicherheit“ für ausstehende Verbindlichkeiten. Dieses Vorgehen provoziert Sema, wie auch seine treuen Gefährten Sombun und Sin, eine Auseinandersetzung mit Khans Soldaten zu führen. Bei den folgenden Kampfhandlungen tötet Sema einen Soldaten der königlichen Garde und flieht daraufhin als nunmehr gesuchter Täter – bei der Ergreifung droht ihm eine Gefängnisstrafe – zu einer benachbarten Militäreinheit. Der Flüchtling widmet sich hier wieder der Zweikampfausbildung für die in nächster Zeit heranbrechende Schlacht, die mit einem Sieg der eigenen Streitmacht endet.
Aufgrund seiner Verdienste um den neuerlichen militärischen Sieg wird Sema beim König vorstellig, der ihn daraufhin für den begangenen Mord begnadigt, nicht aber ohne ihn zum Elefantenwärter zu degradieren – das milde Urteil ist für Khan abermals ein Affront. Die Spannung zwischen ihm und Sema scheint zu explodieren. Als dann auch noch zwei von Khans Schergen Semas Schwester vergewaltigen, stellt der rächende Tierpfleger jene Peiniger und tötet sie auf brutale Art und Weise. Das neuerliche Vergehen bleibt jedoch trotz maßvoller Intervention Khans ungesühnt, da eine heranrückende Vorhut der burmesischen Invasoren bekämpft werden muss, für die jeder kampferprobte Mann gebraucht wird.
Äußerst brutale und blutige Kampfhandlungen nehmen ihren Lauf mit vielen Toten auf beiden Seiten, als Sema plötzlich zu den feindlichen Truppen vorstößt und ihnen einen Vorschlag zum Duell Heerführer gegen Elefantenwärter, also sich selbst, unterbreitet. Da es dem gegnerischen Heerführer zu unehrenhaft erscheint, gegen einen „normalen Mann“ zu kämpfen, er jedoch prinzipiell dazu bereit ist, erkennt Sema selbstbewusst seine Chance und erbittet, inmitten der sich allmählich stoppenden Kampfhandlungen, vom König einen hohen militärischen Rang, um sich erfolgreich mit seinem Kontrahenten duellieren zu können. Der König stimmt dem zu, Sema ist in der folgenden Fehde siegreich.
Am Ende des Films darf der Titelheld endlich den langersehnten Schwertkampf gegen Khan führen, den er nach kurzer zeit für sich entscheiden kann; der unterlegene Khan zieht schweigend davon. Währenddessen kann Sema seine wartende Rerai umarmen. In der letzten Szene des Films wird kurz der unausweichliche Kampf mit der Hauptstreitmacht des Feindes angedeutet. Der weitere Verlauf bleibt unerwähnt.

## Kritiken
„Groß angelegtes Actionspektakel nach einem in Thailand erfolgreichen Roman. Die weitgehend sterile Mischung aus Kampf und Romanze überzeugt allenfalls in den recht blutigen Schlachtenszenen.“